# باولا هوكينز
باولا هوكينز (بالإنجليزية: Paula Hawkins)‏ كاتبة بريطانية مواليد 26 أغسطس 1972، اشتهرت بسبب روايتها فتاة القطار التي صدرت في مطلع عام 2015، تصدرت الرواية قائمة نيويورك تايمز للروايات الأكثر مبيعا لـ 16 أسبوعا حتى الآن في عام 2015، كما تصدرت قوائم الكتب الأكثر مبيعا في بريطانيا لـ 20 أسبوعا.

باولا ولدت وترعرت في مدينة هراري في زيمبابوي، وكان والدها صحفيا وهو أستاذ في الاقتصاد والمالية، عادت إلى لندن في عام 1989 بعمر 17 سنة ثم درست الفلسفة والسياسة والاقتصاد في جامعة أوكسفورد، عملت بعد ذلك كصحفية في التايمز تكتب تقارير عن الأعمال التجارية، ثم عملت مع عدد من دور النشر وكتبت بعد ذلك كتابا فيه نصائح مالية للمرأة.

بحلول عام 2009 بدأت بكتابة عدد من القصص الخيالية الرومانسية ذات الطابع الكوميدي تحت اسم مستعار باسم ايمي الفضية، كتبت 4 روايات من ضمنها «اعترافات ريسيشنيستا المترددة» ولم تحقق أي انجاز يذكر بعد ذلك تحدت باولا نفسها وبدأت بكتابة رواية أكثر سوداوية التي تصدرت قوائم مبيعات الكتب لعدة أسابيع وهي رواية «فتاة القطار» أخذت منها الرواية 6 أشهر في الكتابة وكانت تعيش في أزمة مالية صعبة وكانت تقترض من والدها لأجل إتمام الرواية.

## روابط خارجية
- باولا هوكينز على موقع IMDb (الإنجليزية)
- باولا هوكينز على موقع ميوزك برينز (الإنجليزية)
- باولا هوكينز على موقع قاعدة بيانات الفيلم (الإنجليزية)

- الموقع الرسمي للكاتبة
- مقابلة مع الكاتبة على بي بي سي